# Penré
Penré ókori egyiptomi hivatalnok, Kús alkirálya volt a XVIII. dinasztia idején, Hatsepszut uralkodása alatt. Nevének írása az egyes műemlékeken eltér (Penré, Paré, Pairé).
Penré ismeretlen volt, amíg 2011-ben a Bács Tamás vezette expedíció rá nem bukkant thébai sírjára. Kanópuszedényein „az első királyfi” (=alkirály) és „a déli idegen földek felügyelője” címeket viseli. Emellett számos szobortöredékről is ismert.
Apja, Szeheru szintén viselte „a király fia” címet. Penré 5-8 éven át töltötte be pozícióját, valamikor Hatsepszut 2. és 18. uralkodási éve között, mert a 2. évben még Szenit, a 18. évben Inebnit (más néven Amenemnehut) említenek Kús alkirályaként. Egy műemlékét sem datálták, de egyik szobrát, amely Núbiából került elő, még III. Thotmesz egyeduralma előtt állíthatták fel.
A sír 12 méteres akna mélyén fekvő kamra. A vályogból épült sírkápolnából kevés maradt meg. A sírkamrában három felnőtt és két gyermek maradványait találták. Az eredeti temetkezés az ébenfa- és elefántcsonttöredékek alapján igen gazdag temetkezés lehetett, ami mutatja Penré magas társadalmi pozícióját. A temetkezési kellékeken a Szennofer, Sziamon és Penré nevek állnak, a kanópuszedényeken még olvasható Penré neve és címei.